# Lacul Izvorul-Mușeteică
Lacul Izvorul-Mușeteică este o arie protejată de interes național ce corespunde categoriei a III-a IUCN (rezervație naturală de tip mixt), situată în județul Argeș, pe teritoriul administrativ al comunei Nucșoara.

## Descriere
Rezervația naturală declarată arie protejată prin Legea Nr.5 din 6 martie 2000 (privind aprobarea Planului de amenajare a teritoriului național - Secțiunea a III-a zone protejate), se află în partea sudică a Munților Făgăraș și are o suprafață de 0,30 hectare.
Aria naturală declarată monument al naturii, reprezintă un lac de origine glaciară aflat sub culmea montană a Vârfului Mușeteica (2.448 m).